# Konsum
Konsum est une marque de coopérative de consommation en République démocratique allemande. Les coopératives individuelles exploitaient des épiceries, des installations de production et des restaurants.
En Allemagne de l'ouest, il y avait également de nombreux magasins de consommation organisés en coopératives. La plupart d'entre eux ont été absorbés par co op AG dans les années 1970.

## Histoire

### RDA

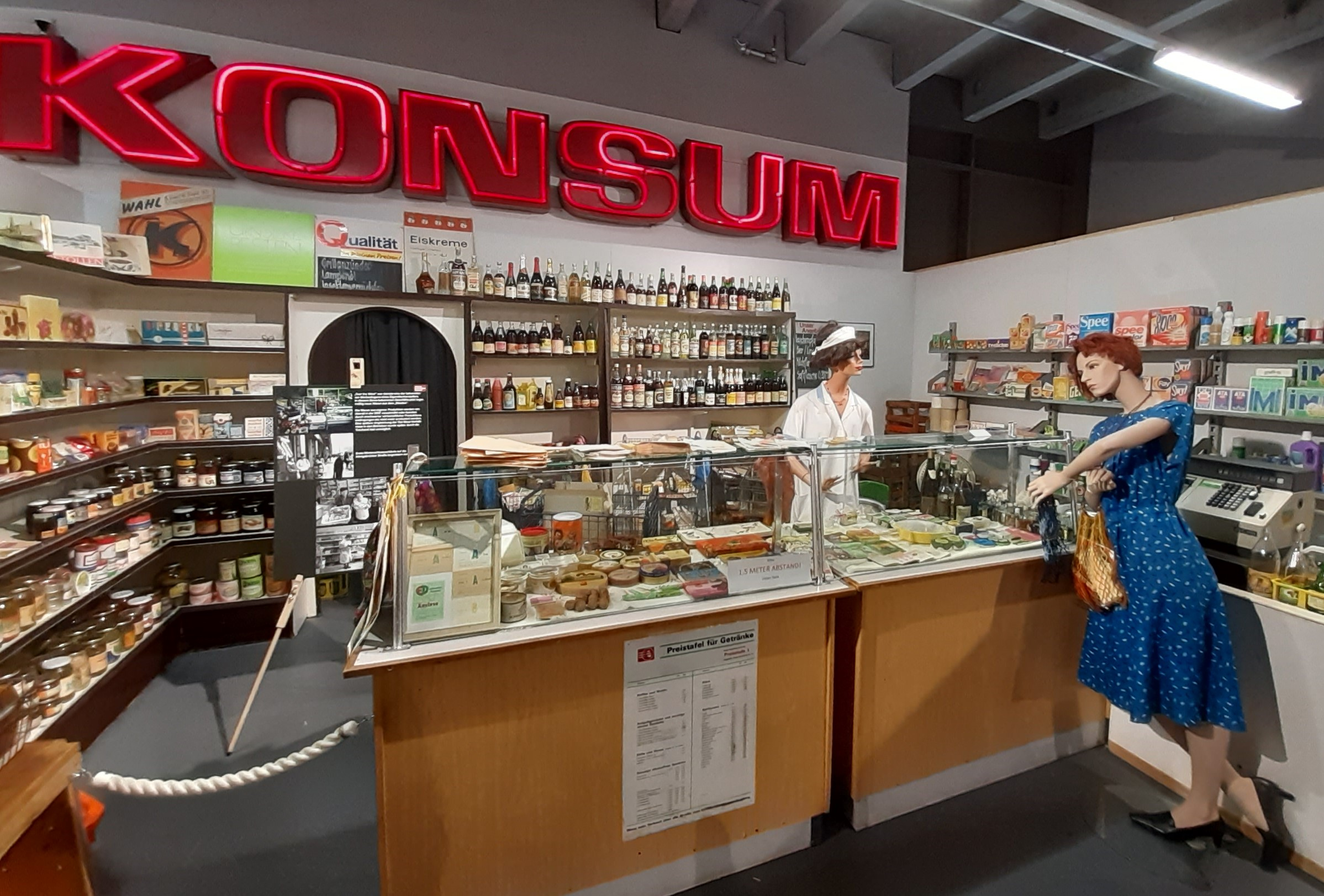
Reconstitution d'un magasin Konsum dans l'exposition Le Monde de la RDA, Dresde.

Après la Seconde Guerre mondiale, le 18 décembre 1945, l'ordonnance n°176 de l'Administration militaire soviétique en Allemagne (SMAD) approuve la restauration des coopératives de consommation dans la zone d'occupation soviétique. En 1948, 290 coopératives de consommateurs sont formées dans diverses villes. L'Association des coopératives de consommation allemandes (VDK) est chargée de soutenir l'approvisionnement de la population avec l'aide d'institutions d'approvisionnement et de proposer des prix d'achat bas. L'une des principales formes de commerce rural dans les années 1950 et 1960 est les coopératives villageoises de consommation. En 1956, Konsum compte plus de trois millions de membres. Un log est conçu en 1959 par le graphiste Karl Thewalt : Une cheminée industrielle et une faux forment la lettre majuscule "K". Des figures publicitaires, des films publicitaires et des photos publicitaires sont produits en coopération avec DEWAG Deutsche Werbe- und Werbunggesellschaft.
Les 198 coopératives de consommateurs en 1989 sont organisées en 14 associations de district, elles-mêmes au sein de l'Association des coopératives de consommation allemandes, aujourd'hui Zentralkonsum eG). La société centrale Konsument, qui exploite des grands magasins sous le nom de Konsument, est subordonnée à l'association elle-même en tant qu'organe de gestion. L'association comprend également 28 entreprises industrielles (Teigwaren Riesa, Gewürzmühle Schönbrunn, Röstfein Magdeburg, Melde Cottbus, Stützengrün), plusieurs centres de formation et la maison de loisirs des consommateurs Oberhof (aujourd'hui le Berghotel Oberhof 4 étoiles). Le commerce de gros des coopératives de consommation, comme les entreprises industrielles dans certains cas, est nationalisé par les dirigeants de la RDA. L'absence d'un grossiste propre s'avérera être un désavantage concurrentiel décisif après la réunification dans des conditions de concurrence fondées sur le marché, en plus d'une propriété foncière peu claire. Cette chaîne commerciale est la plus importante de la RDA après Handelsorganisation. Les coopératives de consommateurs sont des entreprises privées en RDA et appartiennent exclusivement à leurs quelque 4,5 millions de membres.
Les coopératives de consommateurs ont de plus grands magasins dans les villes, en particulier les grands magasins (supermarchés) et les chaînes de grands magasins Konsument, Kontex-Kaufhaus et kontakt. Une autre chaîne est Kontaktring, une association commerciale qui propose des produits de Konsum et HO. Dans presque chaque village, il y a un Konsum, et de nombreuses entreprises ont un point de vente plus petit pour les produits alimentaires de base dans l'usine. Des installations de vente mobiles existent dans les zones rurales sous la forme de bus, qui approvisionnent régulièrement la population en produits alimentaires de base. De plus, au moment de la récolte, la récolte des agriculteurs est organisée par les coopératives de consommation directement sur le terrain. Dans les années 1950, il y a même un navire de vente Kambala, point de vente flottant pour approvisionner les bateaux de navigation intérieure. En outre, de nombreux restaurants sont exploités, dont certains sont loués à des propriétaires privés.
En 1965, les grands magasins du VDK deviennent des grands magasins Konsument. Les premiers grands magasins avec le nom Konsument sont à Gera, Potsdam, Dessau, Zwickau, Plauen et Berlin. La plus large gamme est composée de textiles et de vêtements, de chaussures, d'outils ainsi que d'articles ménagers et électriques. L'alimentation est également vendue dans un rayon distinct des grands magasins. Les démonstrations de produits sont une forme particulière de publicité promotionnelle et les clients sont souvent invités à tester un nouvel appareil de cuisine, par exemple.
De 1961 à 1975, il y a l'entreprise de vente par correspondance, basée à Karl-Marx-Stadt. L'offre concerne, par exemple, les vêtements, l'électroménager, les meubles, les jouets, les montres et les livres. Les catalogues de vente par correspondance paraissent au printemps et à l'automne avec un tirage de 800 000 exemplaires.
À partir de 1954, les magasins Konsum émettent des timbres à rabais (marques grand public) pour les achats quotidiens, pour lesquels un remboursement est effectué sur les ventes réalisées. Il ne s'applique pas cependant par exemple, pour le café, les véhicules automobiles, les instruments de musique, l'artisanat ou les restaurants. Une part commerciale de 25 puis 50 marks (RDA) doit être payée pour devenir membre de Konsum.

### Après 1990
Étant donné que les coopératives de consommateurs sont déjà des entreprises privées en RDA et appartiennent exclusivement à leurs quelque 4,5 millions de membres, après 1990, elles ne relèvent pas de la juridiction de la Treuhandanstalt.
La loi ouest-allemande sur les coopératives s'applique aux coopératives de consommateurs est-allemandes le jour de la réunification le 3 octobre 1990. Après la chute du Mur, les 198 coopératives de consommateurs forment 55 coopératives de consommateurs actives au niveau régional. Aujourd'hui, onze coopératives régionales de consommateurs se sont encore implantées sur le marché, dont neuf (Burg-Genthin-Zerbst, Döbeln, Dresde, Erfurt, Hagenow, Haldensleben, Leipzig, Seehausen, Weimar) sont membres du Zentralkonsum eG à Berlin. En tant qu'entreprise commerciale, Zentralkonsum eG possède des entreprises industrielles, des hôtels ainsi que plusieurs sociétés de services et propriétés commerciales.
Après la chute du mur de Berlin, Konsum continue d'exister en tant que nom de marque. Dans les Länder de l'Allemagne de l'Est, il existe plusieurs coopératives régionales qui exploitent des succursales sous le nom de Konsum. Konsum Dresden est une chaîne de vente au détail dans la région de Dresde. En septembre 2007, la première succursale de Konsum Dresden eG ouvre à l'ouest à Erlangen (mais ferme en 2012), suivie à l'automne 2008 à Nuremberg. Konsum Leipzig se concentre à la fin des années 2000 sur les Länder de Saxe, Saxe-Anhalt et Thuringe.
Dans la région de la Saxe du Nord, depuis sa reconstitution en 1991, Konsumgenossenschaft Sachsen Nord conserve la tradition de la première coopérative de consommateurs allemande. Après sa faillite en 2010, Markant nah & frisch GmbH reprend les 27 succursales restantes.
La coopérative de consommateurs Optimal Kauf à Haldensleben est principalement active dans la région de Magdebourg. Elle compte 24 épiceries avec 170 employés et 13700 membres.
La coopérative de consommateurs Hagenow (Mecklembourg-Poméranie occidentale), qui compte plus de 7 700 membres, exploite douze épiceries, cinq magasins de boissons et cinq magasins non alimentaires (textiles et chaussures) dans le sud-ouest du Mecklembourg.
Konsum Berlin est maintenu dans la partie orientale de la ville en tant que coopérative régionale, est le repreneur de la chaîne de Berlin-Ouest Bolle en septembre 1990 puis la vend à la société Asco en 1992. En 2004, une procédure d'insolvabilité est ouverte contre la coopérative, qui est désormais principalement active dans la gestion immobilière, après quoi elle poursuivra en 2007.